# 우등형 디젤 동차
우등형 디젤 동차 또는 우등형 디젤 전기 동차(영어: Diesel Electric Car)는 철도청에서 1980년대와 1990년대에 걸쳐 운용하던 디젤 동차로, 총 2대가 생산되었다. 디젤엔진을 사용한 전기식 동력차이기 때문에 디젤 전기식 동차라고도 부른다. 현재는 1999년에 전량 퇴역하였다.

## 개요
1980년에 전후 동력형 새마을호 열차로, 대우중공업에서 5량 단위 2개 편성(총 10량)으로 제작 도입했다. 도입 당시엔 객차형 새마을호 객차와 같은 분위기의 실내 배경이었으며, 서울-남원간 새마을호 열차로 운행했다. 1986년에 사각형 창문의 기존 객차가 현재와 같은 둥근 창문 형태의 유선형 새마을호 객차로 바뀌어 운행되면서, 무궁화호로 격하되었고 시트 또한 2x3 배열의 것으로 교체됐다. 특히 새로운 형태의 새마을형 디젤 액압 동차 열차가 이어 등장하면서 경춘선, 장항선을 주 노선으로 운행하게 됐다. 최후엔 대구-부산간을 운행하다가 우등형 디젤 액압 동차에 인계하고, 1999년에 전후 퇴역했으나 2003년에 대전철도차량정비단에 방치되었다가 폐차됐다. 모습은 EEC와 비슷하게 생겼다. 연료는 전기가 아닌 디젤 연료로 사용됐다.

## 기술적 사양
양쪽 선두차에 설치된 커민스사 KTA2300(970마력)엔진을 SDT-552발전기에 연결해 전력을 생산, 그 전력을 120Kw급 전동기(도시바 SE-630형) 6개에 연결해 차량을 구동하는 독특한 엔진방식을 채택하고 있다. 따라서 전동차가 사용하는 발전제동의 사용이 가능한 것이 특징이다.

## 편성 구조
|              | 우등형 디젤 전기 동차 새마을호 편성 (1979~1987) |                         |                       |                         |                           |
| 차호 921 922 | 1호차 9201(MC) 9203(MC)                         | 2호차 9301(M1) 9303(M1) | 3호차 9401(T) 9402(T) | 4호차 9302(M2) 9304(M2) | 5호차 9202(MC2) 9204(MC2) |
| 정원 193명   | 일반실 28명                                     | 일반실 56명             | 특실/식당 25명        | 일반실 56명             | 일반실 28명               |

1980년부터 서울-전주간 새마을호 열차로 운행을 시작했고 호남선과 전라선에 투입되었다.
|              | 우등형 디젤 전기 동차 무궁화호 편성 (1987~1999) |                         |                       |                         |                           |
| 차호 921 922 | 1호차 9201(MC) 9203(MC)                         | 2호차 9301(M1) 9303(M1) | 3호차 9401(T) 9402(T) | 4호차 9302(M2) 9304(M2) | 5호차 9202(MC2) 9204(MC2) |
| 정원 193명   | 일반실 28명                                     | 일반실 56명             | 특실 25명             | 일반실 56명             | 일반실 28명               |

1987년부터 무궁화호 열차로 격하되었고 경부선과 경춘선, 장항선에 투입되었다.
편성은 주 엔진과 제어대, 4개의 전동기를 탑재한 Mc(운전용 동력 객차), 2개의 전동기를 탑재한 M(중간 부수동력 객차), 반특실 반식당차 형태(이른바 반식반객)의 T차(동력원이 없는 객차)로 5량 고정편성으로 운용됐다. 5량 편성으로, Mc-M-T-M-Mc로 구성되어 있으며, 동양식 화장실 이외에도 소변실과 서양식 화장실도 구축해 놓았다. M차의 견인 전동기는 Mc쪽에서 가까운 위치의 대차 쪽에만 설치되어 있고 특실-식당차 쪽에서 가까운 위치의 대차엔 견인 전동기가 설치되어 있지 않았다.
이 동차의 중간 차량은 일반 객차형 무궁화호와 호환성이 없다.

## 현황

### 동력제어차
| 차호    | 도입 시기 | 운행 종료 시기 | 비고 |
| ------- | --------- | -------------- | ---- |
| 9201 호 | 1979년    | 1999년         |      |
| 9202 호 | 1979년    | 1999년         |      |
| 9203 호 | 1979년    | 1999년         |      |
| 9204 호 | 1979년    | 1999년         |      |

### 객차
| 차호    | 도입 시기 | 운행 종료 시기 | 비고 |
| ------- | --------- | -------------- | ---- |
| 9301 호 | 1979년    | 1999년         |      |
| 9302 호 | 1979년    | 1999년         |      |
| 9303 호 | 1979년    | 1999년         |      |
| 9304 호 | 1979년    | 1999년         |      |
| 9401 호 | 1979년    | 1999년         |      |
| 9402 호 | 1979년    | 1999년         |      |

## 같이 보기
- 비둘기호 : 이 차량의 최초 운행 등급
- 새마을호 : 이 차량의 최초 운행 등급
- 무궁화호 : 이 차량의 최종 운행 등급
- 특별 동차 : 이 차량의 특수한 1편성 형태
- 우등형 디젤 액압 동차 : 이 차량을 대체하는 동차